# Belagerung von Capua (1734)
Kehl
– Pizzighettone
– Danzig
– Bitonto
– Trarbach
– Bari
– Colorno
– Parma
– Philippsburg
– Quistello
– Guastalla
– Gaeta
– Capua
– Messina
– Siracusa
– Klausen
– Trapani
Die Belagerung von Capua fand im Rahmen des Polnischen Erbfolgekrieges im Jahr 1734 statt.
Im Jahr 1733 war das südliche Italien mit Neapel und der Insel Sizilien in der Hand der Habsburger. Aber die dort stationierten Truppen waren für die Verteidigung viel zu wenige. Als der Krieg ausbrach und die Spanier in Kalabrien landeten, war Feldmarschall Graf Caraffa krank und der Situation nicht gewachsen. Die Österreicher standen vor allem in Capua und Neapel. FML Traun sollte mit der Garnison von Capua bei Mignano die  Spanier aufhalten. Die Spanier umgingen aber Mignano und rückten auf Neapel vor. Die Österreicher räumten Neapel in Richtung Bari. Die Einwohner von Neapel huldigten am 15. Mai dem Infanten Don Carlos. Der Plan der Österreicher war nun, die Spanier in einer Feldschlacht zu stoppen und bei einer Niederlage sich auf die Festungen Capua und Gaeta zurückzuziehen.

## Vorbereitungen
Im Vorfeld der Belagerung hatten die Österreicher bereits einige Zeit lang die Festungswerke wieder instand gesetzt. Was fehlte, war aber Verpflegung. Noch kurz vor Beginn der Belagerung am 9. April 1734 schickte FML Traun Soldaten aus, um notwendige Lebensmittel zu requirieren. Die Spanier begannen die Belagerung mit 6000 Mann, was für die Größe der Festung völlig unzureichend war. Die Besatzung der Festung bestand aus 6 Bataillonen, 10 Grenadierkompanien und einigen Unberittenen aus den Kürassierregimentern Pignatelli und Kokorzowa:
- 2 Bataillone Heister[1]
- 3 Bataillone Göldlin von Tiefenau[2]
- 2 Bataillone O’Nelly (Graf Brüse)[3]
- 2 Bataillone Carl Lothringen (Oberstleutnant Graf Sinzendorf[4])[5]
- 1 Bataillon Schmettau (Major Dimmeyer, Graf de la Torre)[6]

Die Österreicher konnten damit etwa 6000 Mann aufbieten, davon waren aber 1000 Rekruten und Invalide.

## Belagerung
Am 25. Mai 1734 ging für die Österreicher die Schlacht von Bitonto verloren, woraufhin die Spanier die Blockade verstärkten. Die Wege nach Gaeta und Pescara waren versperrt, aber es kamen noch Nachrichten aus Rom. So erfuhr Traun, dass die Franzosen die Österreicher am 29. Juni 1734 bei Parma geschlagen hatten. Er erhielt den Befehl die Festung zu halten, außerdem wurde ein baldiger Entsatz versprochen. Aber die Festung musste sich bereits jetzt durch Ausfälle gegen die Spanier ihre Vorräte ergänzen.
Nach der Kapitulation von Gaeta wurden die Belagerungstruppen auf 16.000 Mann verstärkt. Der spanische Kommandeur war Generalleutnant Marsilliae und Generalleutnant Pozzobiano. Bei einem Ausfall am 10. August gelang es größere Mengen an Vieh zu erbeuten, was die Ernährungslage für einige Zeit entspannte. Inzwischen hatte James Stewart, Herzog von Berwick das Kommando übernommen. Die Spanier beschränkten sich weiter auf eine Belagerung der Festung und tatsächlichen gingen der Festung die Lebensmittel aus.
Am 20. November wurde vereinbart, dass die Offiziere Hauptmann Graf Pallavicini und Leutnant Molitor nach Rom zum kaiserlichen Vertreter Kardinal Alvarenz Cienfuegos (1657–1739) geschickt werden sollten. Dort sollte die Erlaubnis zur Übergabe eingeholt werden. Schließlich wurde die ehrenvollste Kapitulation vereinbart und am 30. räumte Traun die Festung. Die Besatzung marschierte mit Fahnen, Waffen, Gepäck und zwei Kanonen nach Manfredonia. Von dort wurde sie auf spanischen Schiffen nach Triest und Fiume gebracht und war verpflichtet, auf ein Jahr und einen Tag nicht gegen den Infanten und dessen Verbündete zu dienen.